# Michael Ridpath
Michael Ridpath (Devon, 1961) is een Engelse schrijver.
Hij is auteur van verschillende financiële thrillers rond de wereld van de haute finance.

## Biografie
Michael Ridpath werd in 1961 geboren in Devon in 1961 maar groeide op in Yorkshire.
Hij volgde voortgezet onderwijs aan de private Millfield School en studeerde aansluitend aan het Merton College, onderdeel van de Universiteit van Oxford in Oxford.
Na zijn studie werkte hij acht jaar als obligatiehandelaar bij een internationale bank in de City of London. Ridpath woont met vrouw en drie kinderen in het noorden van Londen.